# رائد الغامدي (لاعب كرة قدم مواليد 1996)
رائد مسفر الغامدي مواليد 16 مارس 1996 في ، السعودية، هو لاعب كرة قدم سعودي يلعب في الظهير الأيمن.

## مسيرة اللاعب
لعب في نادي الزلفي ونادي الثقبة.